# 羅伯特·克拉夫丘克
羅伯特·薩沙·克拉夫丘克（英語：Robert Sacha Kravchuk；1955年7月4日—），美国烏克蘭裔学者，在公共管理和公共财政领域以及乌克兰问题上享有盛誉。曾任印第安纳大学公共与环境事务学院公共事务硕士项目主任。克拉夫丘克是国家公共行政学院研究员。作为一名作家，他的作品被世界各地的图书馆收藏。